# Masayuki Naoshima
Masayuki Naoshima (直嶋 正行, Naoshima Masayuki), né à Ikeda dans la préfecture d'Ōsaka le 23 octobre 1945, est un homme politique japonais, membre du Parti démocrate du Japon (PDJ). Il est élu depuis 1992 à la Chambre des conseillers, la chambre haute de la Diète du Japon, à la proportionnelle nationale. Il est également ministre de l'Économie, du Commerce et de l'Industrie du 16 septembre 2009 au 17 septembre 2010 dans les 93e et 94e Cabinets du Japon dirigés successivement par Yukio Hatoyama puis Naoto Kan. 

## Une carrière dans l'industrie et le syndicalisme automobile
Issu d'un milieu modeste, Masayuki Naoshima multiplie durant sa scolarité des petits emplois pour aider à financer ses études. Il livre ainsi des journaux au collège, travaille à temps partiel pour le fabricant de matériel roulant ferroviaire Kisha Seizō à Ōsaka pendant ses années de lycée puis, lorsque son université est fermée durant un an en raison des grèves étudiantes de la fin des années 1960, il livre du lait. 
Il est bachelier en gestion (経営学士, Keiei-gakushi) de l'Université de Kōbe en mars 1971. Le mois suivant, il intègre Toyota Motor Sales (aujourd'hui Toyota Motor Corporation) et fait ses débuts notamment au sein de la chaîne de commercialisation Toyopet du constructeur automobile à Ōsaka. 
Il s'investit rapidement dans l'activité syndicale de l'entreprise, la Fédération syndicale de Toyota (全トヨタ労連, Zen Toyota Rōren), en tant que successivement secrétaire général adjoint du deuxième bureau de l'organisation en septembre 1980, puis président du bureau d'investigation l'année suivante et enfin secrétaire général du deuxième bureau de l'organisation en septembre 1982. Il s'engage ensuite au niveau de la Confédération syndicale japonaise des travailleurs de l'automobile (全日本自動車産業労働組合総連合会, Zen-Nihon Jidōsha-sangyō rōdō-kumiai sōrengōkai) ou Jidōsha Sōren (自動車総連) : il en est responsable du bureau de la stratégie industrielle en septembre 1984, puis secrétaire général adjoint en septembre 1988 et enfin vice-président en mars 1991. 
Ses fonctions syndicales au niveau national le rapprochent progressivement du monde politique. En effet, la Jidōsha Sōren est alors membre, comme la plupart des syndicats représentant le secteur privé, de l'Union générale du travail du Japon (全日本労働総同盟, Zen-Nihon Rōdō Sōdōmei), plus connue sous le nom de Dōmei (同盟). Or celui-ci soutient tant humainement, matériellement et financièrement le Parti démocrate socialiste (PDS), formation centriste d'opposition au Parti libéral-démocrate (PLD, droite conservatrice traditionnellement au pouvoir depuis 1955), socialiste démocratique, anti-communiste et américanophile fondée en 1960 à la suite d'une dissidence de l'aile droite du Parti socialiste japonais (PSJ).

## Carrière politique

### Les premiers pas à la Diète et la valse des partis
Il est ainsi choisi par le PDS pour mener la liste du parti au scrutin proportionnel national à l'occasion du renouvellement de la moitié de la Chambre des conseillers du 26 juillet 1992. Elle remporte 2 255 423 voix et 5,02 % des suffrages exprimés, soit la sixième place sur huit formations candidates, et 3 élus. 
Restant au second plan du parti, il intègre toutefois immédiatement sa direction à des postes de collaborateur. Il est ainsi en août 1992 directeur adjoint du Bureau de l'organe de presse ainsi que vice-président du Comité de recherche politique (organe important chargé de la définition du programme politique, il y seconde Kansei Nakano). Il en est ensuite président de la commission de la vie des citoyens en juin 1994 puis, trois mois plus tard, vice-président de celle de l'organisation. Il participe ainsi à la coalition anti-PLD et anti-communiste qui gouverne le Japon entre août 1993 et juin 1994, puis à la fusion en décembre 1994 de son parti dans le Shinshintō, grand parti allant du centre gauche au centre droit s'opposant à l'alliance gouvernementale tout juste formée entre le PSJ, le PLD et le Nouveau Parti pionnier (NPP). 
Au sein de ce nouveau parti, il est l'adjoint du secrétaire général Ichirō Ozawa (un conservateur libéral dissident depuis 1993 du PLD) en août 1995, et en devient un proche. Lorsqu'Ozawa prend la présidence du mouvement en décembre suivant et qu'il forme son « Cabinet de demain » (明日の内閣, Asu-no-Naikaku, nom donné alors au cabinet fantôme de la formation), il nomme en son sein Naoshima « conseiller auprès du "Premier ministre de demain" ». À la Chambre des conseillers, il devient en janvier 1995 directeur (équivalent de secrétaire) de la Commission des Règles et de l'Administration en janvier 1995, puis président de la commission des Transports en juin 1996. Il est de plus vice-président du Comité des Affaires de la Diète du groupe parlementaire « Comité Heisei » (平成会, Heiseikai) qui réunit depuis 1994 au sein de la chambre haute le Shinshintō aux quelques élus centristes d'inspiration bouddhiste du Kōmei.
Après l'éclatement du Shinshintō le 31 décembre 1997, il participe dans les jours suivant, avec l'essentiel des anciens membres du PDS, à la création du Nouveau parti de la Fraternité (NPF), officialisée le 5 janvier 1998. Il en est le vice-président du Conseil de recherche politique, comme il le fut pour le PDS, cette fois-ci pour seconder Tatsuo Kawabata, et y est tout particulièrement responsable des contre-propositions économiques et industrielles. Moins de quatre mois plus tard, le 27 avril, ce parti, et donc Masayuki Naoshima, rejoint avec une autre formation issue du Shinshintō, le Parti de la bonne gouvernance (réunissant d'anciens dissidents du PLD n'ayant pas suivi Ichirō Ozawa au sein du Parti libéral), ainsi que le Parti des réformes démocratiques (bras politique du grand syndicat Rengō) le Parti démocrate du Japon (PDJ) de Naoto Kan et des frères Yukio et Kunio Hatoyama. Ce dernier devient alors la nouvelle grande force d'opposition au PLD, d'autant qu'il avait déjà attiré plus de la moitié des parlementaires de l'ancien PSJ devenu le Parti social-démocrate (PSD) en 1996. 

### Une ascension discrète au PDJ
Avec les anciens du PDS et du NPF, Masayuki Naoshima fait partie depuis 1998 au sein du PDJ de l'Association démocrate socialiste (民社協会, Minsha kyōkai), dominée par Kansei Nakano puis surtout progressivement par Tatsuo Kawabata. Peu de temps après son ralliement, il est réélu à la Chambre des conseillers lors des élections du 12 juillet 1998. La liste démocrate à la proportionnelle nationale menée par la speakerine de la NHK Yōko Komiyama, et sur laquelle il figure à la cinquième place, obtient un bon résultat avec 12 209 685 voix (21,75 %) et 12 élus sur 50 sièges à pourvoir par ce mode de scrutin, n'étant devancée que de 3,42 points et deux sièges par le PLD. 
À la suite de sa réélection, il continue à occuper des fonctions de collaborateurs dans les principaux organes du parti, généralement en rapport aux questions économiques, industrielles, financières ou du travail. Il est ainsi en août 1998 vice-président du Comité de surveillance du système fiscal. Après l'élection à la présidence du PDJ de Yukio Hatoyama contre le sortant Naoto Kan le 25 septembre 1999, il devient un proche du nouveau chef de parti. Il adhère d'ailleurs à la faction créée par ce dernier en 2002, le Conseil pour un changement rapide de régime (政権交代を実現する会, Seiken kōdai o jitsugen surukai), tout en restant membre du Minsha kyōkai (la double appartenance étant fréquente au PDJ). 
Dans la nouvelle direction nommée en octobre 1999, il retrouve un poste déjà expérimenté au sein de ses précédentes formations politiques, la vice-présidence du Comité de recherche politique, dirigé par Naoto Kan, et est tout particulièrement chargé, en tant que président du Conseil de réflexion politique pour la Chambre des conseillers, de relayer son action au sein de la chambre haute. Le premier contre-gouvernement démocrate étant formé à cette occasion et baptisé « Cabinet suivant » ou Next Cabinet (ネクスト・キャビネット, Nekusuto Kyabinetto), Naoshima, tout en n'étant pas un de ses membres titulaires, est nommé en tant que Vice-ministre suivant chargé du Travail (ainsi que directeur de la Division du Travail du parti). 
Il occupe ces fonctions jusqu'en août 2000, date à laquelle il prend la présidence du Comité des affaires de la Diète du groupe du PDJ à la Chambre des conseillers. Il y défend les deux motions de censure déposées par l'opposition à quelques mois d'intervalle contre l'impopulaire Cabinet de Yoshirō Mori, le 21 novembre 2000 et le 5 mars 2001 (toutes deux rejetées relativement de peu). À la faveur d'un remaniement au sein de l'exécutif du groupe démocrate à la Chambre des conseillers à la suite du scrutin du 29 juillet 2001 et à des querelles entre factions, Masayuki Naoshima obtient en août 2001 le secrétariat général, et donc la place de numéro deux, de ce groupe. Il est de plus secrétaire général adjoint du Cabinet suivant de janvier à octobre 2001.

### Un technicien du parti désormais affirmé
Il obtient un troisième mandat de six ans à la Chambre des conseillers aux élections du 11 juillet 2004, lors desquelles le PDJ dépasse en voix le PLD (qui reste toutefois majoritaire grâce à son bon résultat au renouvellement précédent de 2001) tant au vote unique non transférable à l'échelle des préfectures (21 931 985 voix, 39,09 % et 31 élus sur 73 contre 19 687 954 votes, 35,09 % et 34 sièges) que pour la proportionnelle (21 137 457, 37,79 % et 19 conseillers sur 48 contre 16 797 686, 30,03 % et 15 élus). Le vote national ne se faisant plus selon des listes bloquées depuis 2001, mais désormais au vote préférentiel, Naoshima est placé par le choix des électeurs en sixième position parmi les 26 noms de la liste démocrate et en dix-neuvième place de l'ensemble des candidats avancés à ce mode de scrutin, avec 211 257 voix. 
Peu après, il intègre pour la première fois le contre-gouvernement en tant que ministre suivant titulaire chargé de la Réforme réglementaire et de la revitalisation industrielle dans le second Cabinet suivant de Katsuya Okada du 13 septembre 2004 au 20 septembre 2005. Pour compléter cette fonction, il prend le mois suivant la présidence de la commission interne du parti à la réforme règlementaire ainsi que la vice-présidence de celle de la réforme postale. Il est chargé de contrer son homologue du deuxième Cabinet de Jun'ichirō Koizumi, Seiichirō Murakami. Il participe également, pour ces questions, à l'élaboration du programme de campagne démocrate pour les élections législatives du 11 septembre 2005. Celles-ci sont assez nettement perdues par l'opposition qui fait face à un véritable raz-de-marée électoral en faveur de Koizumi et de son projet de privatisation de la poste japonaise. 
Katsuya Okada démissionne du fait de cet échec électoral et est remplacé par Seiji Maehara, issu de l'aile droite et de la jeune garde du parti. Sous la présidence de ce dernier mise en place le 20 septembre 2005, Naoshima retrouve des positions de second plan tant au sein du Cabinet suivant dont il est désormais Secrétaire général adjoint (il le reste après qu'Ichirō Ozawa a succédé à Maehara en avril 2006, et cela jusqu'au 24 septembre 2006) que dans la direction où il est président délégué du Comité de recherche politique (secondant à ces deux postes Takeaki Matsumoto, qui de plus le remplace en tant que ministre suivant chargé des réformes règlementaires) ainsi que de la Commission du budget à partir d'octobre. À la Chambre des conseillers, il retrouve la présidence du Conseil de réflexion politique du groupe parlementaire et celle de la commission de l'audit et du contrôle du gouvernement de ce dernier. Il est également directeur en chef de la Commission de l'Audit de la Chambre, puis, à partir d'avril 2006, de la Commission spéciale chargée de la Réforme administrative. Sur un plan local, il obtient également l'une des cinq vice-présidences de la fédération préfectorale d'Aichi (où est historiquement implantée Toyota) en février 2006.

### Un des artisans de la victoire de 2009
Longtemps un cadre du Comité de recherche politique du PDJ, il en prend finalement la présidence, devenant ainsi le numéro cinq de l'exécutif du mouvement (derrière le président Ichirō Ozawa, les deux présidents délégués Naoto Kan et Azuma Koshiishi et le secrétaire général Yukio Hatoyama) de même que Secrétaire général du Cabinet suivant à partir du 31 août 2007. L'opposition vient alors de remporter une victoire importante aux élections à la Chambre des conseillers, où elle dispose désormais, sous la conduite des démocrates, d'une majorité. 
Masayuki Naoshima est à ce poste chargé de traiter directement avec le Secrétaire général du Cabinet (successivement Kaoru Yosano, Nobutaka Machimura puis Takeo Kawamura) et de faire des contre-propositions, et est en première ligne des attaques de l'opposition à l'égard de la politique gouvernementale menée par le PLD et son allié du Nouveau Kōmeitō. Il est ainsi très présent dans les attaques de son parti contre le renouvellement à l'automne 2007 de la mission de ravitaillement des forces de la coalition internationale engagée en Afghanistan menée depuis 2001 par les Forces maritimes d'autodéfense dans le Golfe Persique,. 
Attaché à l'un des principaux chevaux de bataille des démocrates qui reste la réduction du poids de l'administration d'État et des hauts-fonctionnaires, il se prononce pour que le successeur de Toshihiko Fukui (dont le mandat doit se clore en mars 2008) à la tête de la Banque du Japon soit issu du secteur privé, cela afin d'affirmer l'indépendance de cette institution, estimant que : « La politique monétaire doit être décidée par la Banque du Japon. Ce n'est pas quelque chose dont les hommes politiques devraient se mêler ». C'est dans cette optique que le PDJ fait obstruction à la nomination de deux candidats successifs proposés par le Cabinet de Yasuo Fukuda car tous deux d'anciens fonctionnaires du ministère des Finances. C'est finalement un cadre ayant fait toute sa carrière à la Banque du Japon avant de devenir professeur à l'Université de Kyōto en 2006, Masaaki Shirakawa, qui est confirmé comme gouverneur le 9 avril 2008. 
Il critique également fortement la politique économique du gouvernement et se montre pessimiste quant à l'évolution de la croissance, tout en se montrant favorable à une relance fondée sur la demande intérieure plutôt que sur la stratégie japonaise traditionnelle de se reposer sur les exportations. Ainsi il prévoit début juin 2008, avant l'entrée réelle du Japon dans la crise, que : « Le Japon devrait entrer en récession. Les exportations sont déjà en ralentissement, et alors que la consommation intérieure pourrait aider une économie en ralentissement, elle reste très paresseuse ici au Japon ». Il estime également à la même époque qu'environ un tiers de la population active dispose de revenus annuels inférieurs ou égaux à 2 millions de yens (environ 12 000 euros). Un des principaux rédacteurs du programme démocrate, notamment en matière économique et industrielle, en vue des élections législatives de 2009, il déclare ainsi en février 2009 : « Nous devons transformer l'économie de façon à ce qu'elle soit tirée par la demande intérieure, développer les nouvelles industries et créer plus de travail dans les secteurs de l'agriculture et de la pêche ». Et pour lui, les promesses phares du manifeste de campagne du parti que sont la mise en place d'une allocation mensuelle de 26 000 yens (environ 186 euros) par enfant scolarisé jusqu'au collège, l'abolition des péages autoroutiers et la suppression de surplus fiscaux touchant l'essence, doivent permettre d'améliorer la croissance : « Nous avons calculé, par exemple, que les allocations d'aide à l'enfance stimuleront [la croissance du] PIB d'un point. [...] La gratuité des autoroutes et les coupes des taxes sur l'essence de 2,5 billions de yens la stimuleront d'un demi point chacune, selon un simple calcul ».

### Ministre de l'Économie, du Commerce et de l'Industrie

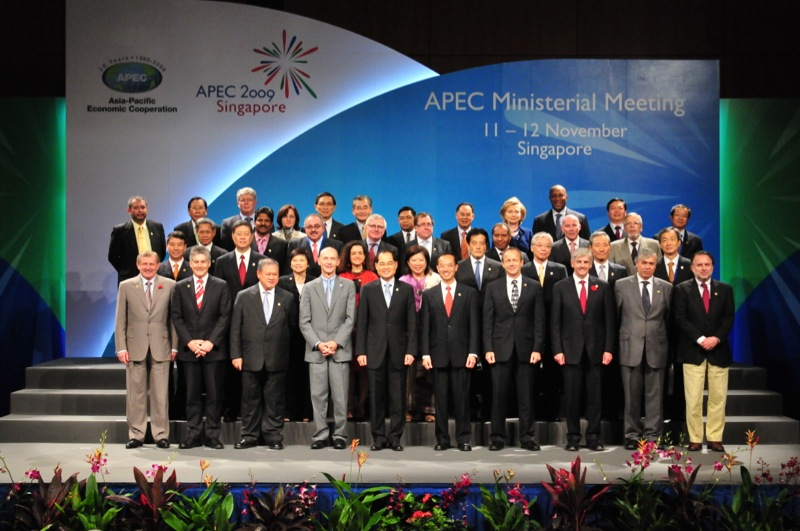
Masayuki Naoshima (2e rang, 3e en partant de la droite), à la réunion des ministres de l'APEC en novembre 2009

Après la victoire du PDJ aux élections législatives du 30 août 2009 (obtenant 308 sièges sur 480), Masayuki Naoshima est nommé par Yukio Hatoyama ministre de l'Économie, du Commerce et de l'Industrie dans son Cabinet formé le 16 septembre suivant. Il est reconduit au même poste dans le gouvernement mis en place par Naoto Kan le 8 juin 2010, et y reste jusqu'au remaniement du 17 septembre suivant. 
L'une de ses principales missions, outre appliquer dans son champ de compétence le programme électoral de la nouvelle majorité pour stimuler la consommation et la demande intérieure, est de négocier avec le secteur industriel afin de le faire adhérer à l'objectif fixé par le Premier ministre de réduire de 25 % les émissions de gaz à effet de serre du Japon d'ici à 2020 par rapport au niveau de 1990, soit 17 points de plus que ce qu'avait envisagé auparavant le gouvernement sortant du PLD (qui avait annoncé en juin l'objectif d'une réduction de 15 % d'ici à 2020 par rapport au niveau de 2005, soit l'équivalent de 8 % de moins que le niveau de 1990). Il rencontre à ce sujet une vive réticence de la part des milieux patronaux. Au sein du gouvernement, il défend l'idée que la bourse du carbone que l'administration veut mettre en place soit basée sur des quotas de CO2 par unité de production (ou système « à la chinoise » qui permettrait donc aux entreprises de continuer à émettre à mesure qu’elles augmentent leur production), contrairement au vœu de son collègue à l'Environnement Sakihito Ozawa de limiter le volume des émissions par secteur,. 
Sur le plan des discussions internationales à ce sujet, il s'exprime le 1er décembre 2009 devant l'Organisation mondiale du commerce à Genève en faveur d'un accord sur le commerce environnemental : « Plusieurs pays partageant ce point de vue, dont le Japon, envisagent des négociations en vue d'aboutir à un accord rapide pour libéraliser les échanges de biens environnementaux. J'espère que d'autres pays membres rejoindront ces discussions et fourniront un nouvel élan au cycle [de Doha] tout entier ». Dans ce cadre, et dans celui de la diplomatie mise en place par le gouvernement de rapprochement avec les autres pays de la région pacifique, il a signé le 8 novembre 2009 avec ses homologues chinois Chen Jian et Xie Zhenhua 42 accords de coopération en matière énergétique et de protection de l'environnement, concernant surtout les équipements de traitement des eaux usées, l'élimination des gaspillages d'électricité et la recherche d'économies d'énergie. De même, il parraine avec le ministre indien du Commerce et de l'Industrie Anand Sharma un accord entre l'Inde et les compagnies japonaises Toshiba, Tokyo Gas et Mitsubishi Heavy Industries afin d'améliorer et développer les villes indiennes en matière environnementale sur le modèle de Yokohama ou Kitakyūshū. Le même jour, il se met d'accord avec le vice-président de la Commission du Plan Montek Ahluwalia pour renforcer la coopération entre les deux pays en matière de nucléaire civil avec la création d'un groupe de travail commun sur la question. Œuvrant d'ailleurs pour apporter un « soutien substantiel aux exportations de systèmes d'énergie nucléaire » et pour le développement de ce secteur, il annonce le 14 mai 2010 un plan visant à faire investir la Corporation des réseaux d'innovation du Japon (société d'investissement liée au gouvernement) dans une nouvelle société d'exportation du nucléaire devant être créée à l'automne. 
Il est également confronté à plusieurs difficultés et incidents. Le 16 novembre 2009, il doit s'excuser pour avoir dévoilé les données économiques du troisième trimestre lors d'une réunion avec des dirigeants de l'industrie pétrolière près d'une heure avant qu'elles ne soient officiellement rendues publiques,. De plus, il doit gérer, avec certains de ses collègues du gouvernement (dont surtout le ministre des Transports Seiji Maehara), les difficultés rencontrées par deux des fleurons de l'économie et de l'industrie japonaise dans le cadre surtout de la crise économique mondiale : Japan Airlines et Toyota. Le premier doit déposer le bilan le 19 janvier 2010, à la suite de quoi Naoshima déclare : « Le secteur aérien est crucial pour la vie quotidienne des gens ainsi que pour les activités économiques. Nous nous efforcerons de conjurer tous les problèmes qui peuvent entraver le fonctionnement de JAL ». Le second quant-à-lui doit rappeler à la fin du mois de janvier 2010 quelque neuf millions de véhicules dans le monde à la suite d'un défaut au niveau des pédales d'accélérateurs de plusieurs modèles, pour un coût estimé à 1,4 milliard d'euros, puis quelques jours plus tard, 270 000 autres véhicules pour un défaut de fabrication sur des freins d'un modèle hybride (soit le deuxième plus gros rappel de l'histoire automobile mondiale, après celui effectué par Ford). Ayant poussé le président de la compagnie Akio Toyoda a témoigner devant une mission parlementaire du Congrès américain le 24 février suivant, Masayuki Naoshima prend la défense de son ancienne entreprise tout en mettant l'accent sur la nécessité de retrouver la confiance du consommateur américain. Ainsi, la veille de ce témoignage, il déclare : « Toyota est une compagnie qui a toujours placé la sécurité en premier. J'espère que ses explications aideront le public américain à comprendre cela. Regagner la confiance est la chose la plus importante pour Toyota ». 
Bien que favorable à l'objectif du PDJ de réduire le poids de la bureaucratie, il s'oppose à l'objectif fixé par le Premier ministre Yukio Hatoyama de réduire de moitié le nombre de fonctionnaires en 2011 par rapport au chiffre de 2009. En effet, il estime cette décision comme contraire à la demande du gouvernement visant à accroître le recrutement dans le secteur privé afin d'améliorer la situation économique du pays et déclare : « À un moment où l'on assiste à un redressement de l'économie, le gouvernement ne devrait pas envoyer de messages qui pourraient l'affecter de manière négative ». Il milite également pour la réduction en phase successive du taux de l'impôt sur les sociétés (le plus élevé des pays de l'OCDE, à plus de 40 %) afin de stimuler la croissance en favorisant l'investissement, la création d'emploi et la consommation, appelant en juin 2010 à une première baisse de 5 points pour le début de l'année fiscale 2011.
De nouveau candidat lors des élections à la Chambre des conseillers du 11 juillet 2010 à la proportionnelle nationale, il est réélu. Il obtient alors le 3e meilleur score de la liste démocrate (avec 207 821 voix portées sur son nom au vote préférentiel, le quinzième meilleur résultat parmi l'ensemble des candidats à ce mode de scrutin) qui totalise 14 433 171 votes (31,56 % des suffrages, soit le meilleur score mais nettement moins que lors des précédents scrutins de 2004 et 2007) et 16 sièges sur 48 à pourvoir. 
Après la réélection de Naoto Kan (qu'il a soutenue) à la présidence du PDJ le 14 septembre 2010, Masayuki Naoshima n'est pas reconduit dans le gouvernement remanié trois jours plus tard. Il est remplacé par Akihiro Ōhata, jusque-là président de la Commission des Politiques nationales fondamentales de la Chambre des représentants. 